# Smith Valley

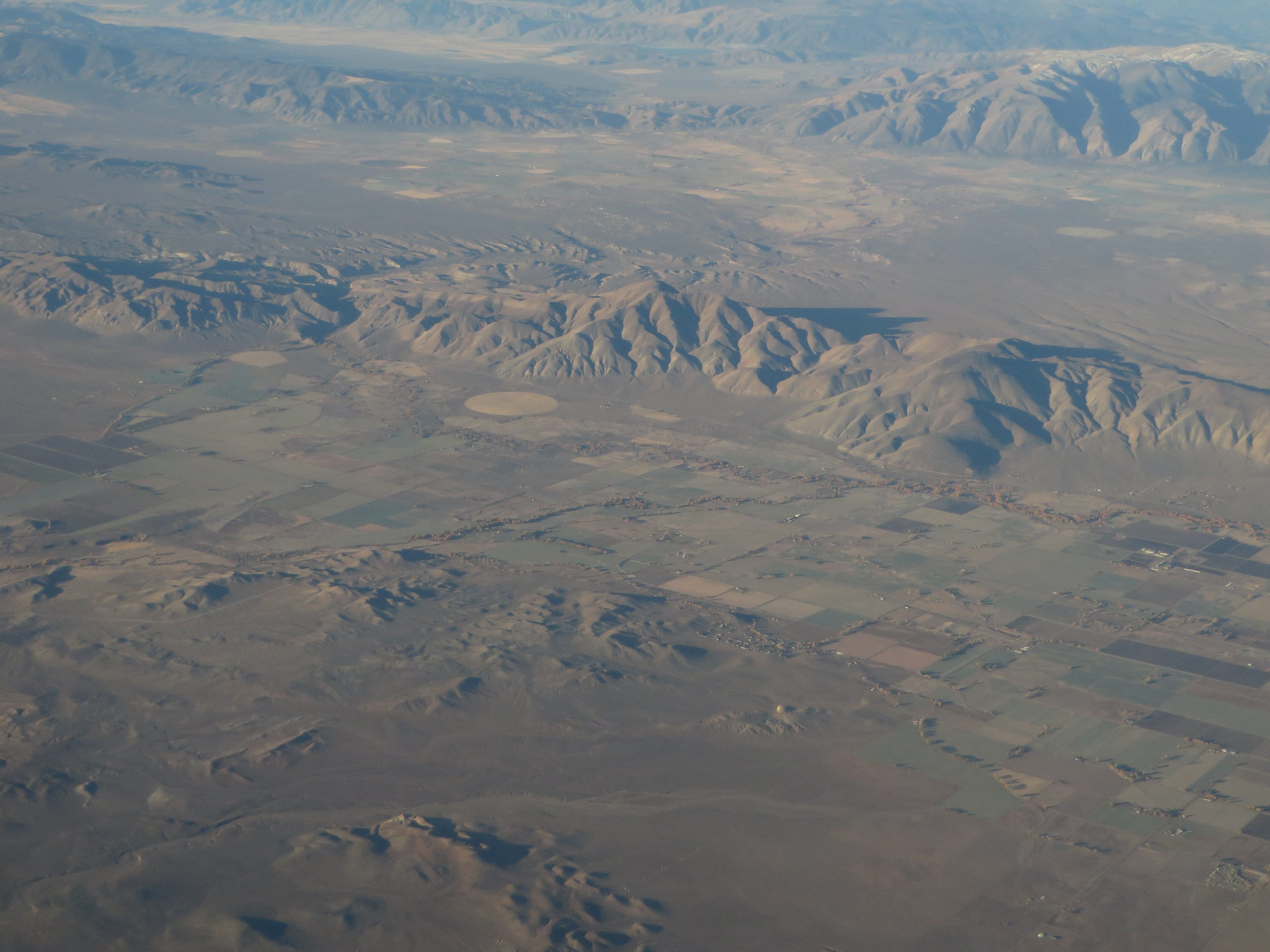
Smith Valley w hrabstwie Lyon, w stanie Nevada, w Stanach Zjednoczonych.

Smith Valley – jednostka osadnicza w Stanach Zjednoczonych, w stanie Nevada, w hrabstwie Lyon.